# ルドルフ・フォン・クロイ
マクシミリアン・ルートヴィヒ・コンスタンティン・ルドルフ・フォン・クロイ＝デュルメン（Maximilian Ludwig Konstantin Rudolf Herzog von Croÿ-Dülmen, 1823年3月13日 - 1902年2月8日）は、ドイツ・ヴェストファーレン地方のシュタンデスヘル。第11代クロイ公爵。スペインのグランデ。
クロイ公アルフレートとその妻でザルム＝ザルム侯コンスタンティンの娘であるエレオノーレの間の第2子、長男として生まれた。1861年に父が死ぬと、デュルメンのシュタンデスヘル領および膨大なその他の所領、工場を相続した。翌1862年、プロイセン貴族院およびヴェストファーレン州議会に一族が確保している世襲議員席を与えられ、生涯それらの議席を保持した。ルドルフは居城デュルメン城の付属庭園をイギリス人作庭家エドワード・ミルナーに依頼して大幅に改変し、園内に多数の珍種の木々を植えさせた。また、父が行っていたデュルメン種ポニーの飼育事業を継続させた。オーストリア帝室の金羊毛騎士団の騎士に叙任され、またマルタ騎士団の名誉騎士でもあった。

## 子女
1853年9月15日にベルイユにおいて、リーニュ公ウジェーヌ1世の娘ナタリー（1835年 - 1863年）と最初の結婚をし、間に5人の子女をもうけた。ナタリーは第5子を出産直後に死去した。
- ウジェニー（1854年 - 1889年） - 1879年、エステルハージ・デ・ガランタ侯パウル4世と結婚
- イザベル（1856年 - 1931年） - 1878年、オーストリア大公・テシェン公爵フリードリヒと結婚
- アンヌ（1857年 - 1893年） - 1880年、アデマール・ドゥールモン伯爵と結婚
- シャルル（1859年 - 1906年） - 第12代クロイ公爵、1884年にアーレンベルク公女ルドミラと結婚
- ナタリー（1863年 - 1957年） - 1883年、グリムベルジュ公・ルバンプレ公アンリ・ド・メロードと結婚

1884年にボーランにおいて、母方の従妹にあたるザルム＝ザルム侯女エレオノーレ（1842年 - 1891年）と再婚した。後妻との間に子女はない。

## 引用
1. ↑  Park Dülmen im Internetauftritt des Landschaftsverbands Westfalen-Lippe